# Boris Schnuchel
Boris Schnuchel (* 15. März 1975 in Flensburg, Deutschland) ist ein ehemaliger dänischer Handballspieler. Schnuchel wird zumeist auf Linksaußen eingesetzt.

## Karriere

### Verein
Der 1,80 m große und 90 kg schwere Rechtshänder spielte zunächst beim dänischen Verein Over Jerstal. Ab 1997 lief er für KIF Kolding bzw. den Nachfolger KIF Kolding København auf. Mit Kolding gewann er die Dänische Meisterschaft in den Jahren 2001, 2002, 2003, 2005, 2006, 2009 und 2014 sowie den Pokal 1999, 2002, 2005, 2007 und 2008. Mit 588 Spielen im Dress von KIF hält er den Vereinsrekord. Im ersten Finalspiel 2012/13 erlitt er einen Kreuzbandriss. Im September 2014 beendete er seine Karriere.
International erreichte er sechsmal das Achtelfinale der EHF Champions League, je einmal das Viertelfinale (2002/03) und das Halbfinale (2001/02). Im EHF-Pokal stieß er 2012/13 bis ins Viertelfinale vor, im Europapokal der Pokalsieger 1999/2000 bis ins Halbfinale.

### Nationalmannschaft
In der Dänischen Nationalmannschaft debütierte Schnuchel am 1. September 2000 gegen Spanien. Er gewann bei der Europameisterschaft 2004 die Bronzemedaille. Bei der Weltmeisterschaft 2005 landete er auf einem enttäuschenden 13. Platz. Allerdings stand er stets im Schatten von Nikolaj Jacobsen und Lars Christiansen. Schnuchel bestritt 34 Länderspiele, in denen er 84 Tore erzielte.